# 阿侬语
阿侬语（ɑ³¹nuŋ³¹）是怒族支系阿侬人使用的一种藏缅语言。它与同语支的独龙语较接近，同源词高达33.3%，而与怒族怒苏语区别很大。现时大部分阿侬人都已转用傈僳语和汉语，阿侬语在日常生活中已很少使用。

## 语音

### 声母
阿侬语的单辅音声母有43个。
|          | 双唇 | 唇齿 | 舌尖前 | 舌尖中 | 卷舌   | 舌面前 | 舌根 | 喉 |
| -------- | ---- | ---- | ------ | ------ | ------ | ------ | ---- | -- |
| 清塞音   | p/ph |      |        | t/th   | ʈ/ʈh   |        | k/kh | ʔ  |
| 浊塞音   | b    |      |        | d      | ɖ      |        | g    |    |
| 清塞擦音 |      |      | ts/tsh |        | tç/tçh |        |      |    |
| 浊塞擦音 |      |      | dz     |        | dʑ     | ɖʐ     |      |    |
| 清擦音   |      | f    | s      |        | ʂ      | ç      | x    | h  |
| 浊擦音   |      | v    | z      |        | ʐ      | ʑ      | ɣ    |    |
| 鼻音     | m̥/m  |      |        | n̥/n    | ɳ̥/ɳ    | ɲ̥/ɲ    | ŋ̥/ŋ  |    |
| 边音     |      |      |        | ɬ/l    | ɭ      |        |      |    |
| 半元音   |      |      |        |        | ɹ      |        |      |    |

复辅音声母有23个，分三类：一类为双唇、唇齿、舌根部位的塞音、鼻音、擦音加半元音后缀；一类是前喉塞音ʔ加浊鼻音、边音、塞音和塞擦音；还有一种为ʔbɹ。

### 韵母
阿侬语有韵母120个，其中单元音韵母10个（i、e、ɛ、a、ɑ、o、u、ɯ、y、ɺ）复元音韵母24个、带辅音韵尾韵母68个，鼻音自成音节韵母5个。

## 词汇
阿侬语的词汇根多为单音节，但实际词汇里单音节词不多。在种种词语中，和捕鱼、采集、狩猎相关的词汇很多，而表示竹子的词汇甚至有几十种。或许由于保留了一些古老构词特点，阿侬语中存在很多名、动同音词。
从词的来源看，阿侬语有固有词、外来词两大类。固有的核心词一般来自原始藏缅语或汉藏语。阿侬语与彝语同源词约有14.8%，与傈僳语同源词约16.1%，与景颇语同源词则约占18.5%。另一些固有词则为阿侬语独有，大多为阿侬人在长期生活实践中陆续创造。至于阿侬语的借词，主要来自傈僳语和汉语，少数来自缅甸语、白语、藏语。
固有词中与汉藏语同源的例子：
| 阿侬语   | 汉语 | 藏语    | 彝语  | 缅甸语 |
| -------- | ---- | ------- | ----- | ------ |
| ŋɑ31     | 我   | ŋa      | ŋa33  | ŋɑ22   |
| bum55    | 堆   | spuŋs   | bo33  | põ22   |
| kha55    | 苦   | kha tig | khɯ33 | kha55  |
| ɑ31som53 | 三   | gsum    | sɔ33  | tθõ55  |

早期汉语借词语音已适应阿侬语特点，如lo55tsɯ55（骡子）、da31mo55（帽子），有些可能是通过傈僳语转借，新借词则与当地汉语方言近似，如ɕan35fɑ31（宪法）。有些汉语借词阿侬语中有类似的固有词，借词与固有词并存。
阿侬语中傈僳语借词更加普遍。而由于从缅甸传来的宗教读物，阿侬语也出现了一些缅语借词。
从词的结构来看，阿侬语可非为单纯词和复合词。单音节单纯词约占10%，低于其他汉藏语言。

## 语法

### 词类
阿侬语的词可大略分为名词、数词、量词、代词、动词、形容词、副词、连词、语气词、叹词和助词。

#### 名词
名词的语法特点有：
1. 若表示复数，可以再名词后加zɪ31ɳɯ31或mɯ53。
2. 人称领属：名词前加ɑ31表示“我的”，ɳɯ31表“你的”，ŋ31表“他/她的”。
3. 名词后加tɕhɛn31（本意“儿子”）表示小。
4. 后缀phɯ31表阳性。mɯ31/mɑ55表阴性。

#### 数词
数词常与量词连用，置于量词之前：
1. 基数词：thi55（一）、ɑ31ɳi55（二）、ɑ31som53（三）、bɹi53（四）、phɑŋ31（五）、kuŋ55（六）、sɪȵ35（七）、ɕɛȵ（八），dɯ31gɯ31（九）
2. 合成数词：由基数词加tsha55（十）、ɕɑ33（百）、jɑ55/tu31（千）、mɯ31构成。
3. 分数：两个数量词中间加ɖuŋ31khɑ31（××分中××分）。
4. 倍数：数词后加khɑ55（倍）。
5. 序数：数词加kɯ31phɑŋ55/ʔi55phɑŋ55前缀。

#### 量词
分为名量词、动量词两类。

#### 代词
分人称代词、指示代词、疑问代词、反身代词、泛指代词5类。

#### 动词
1. 人称和数：
  1. 单数：第一人称加后缀ŋ55、第二人称加前缀ŋ31。
  2. 双数：第一人称加后缀sɛ55/so33、第二人称加ɳ31前缀和sɛ55后缀。
  3. 多数：第一人称加后缀i31、第二人称加前缀ɳ31、ɳɯ31后缀。
  4. 第三人称的动词均不加改动。阿侬语动词的人称和数有时还要与宾语或宾语的定语相关联。
2. 体：分将行、进行、已行、曾行和完成体。
  1. 动词后bɯ⁵⁵、uɑ⁵⁵加表即将进行。
  2. 动词后加ɛ⁵⁵、no³¹ɛ³¹表正在进行。
  3. 动词后加dʑɛ³¹表已进行。
  4. 动词后加ie³¹表曾进行过。
3. 态：分自动、使动和互动。
4. 式：陈述、命令和祈求。
  1. 陈述式：加后缀ɛ⁵⁵或ɛ³¹。
  2. 命令式：动词声母为清音、浊塞擦音、复辅音，加o³¹表示单数命令式，加so³¹表示双数命令式，加ɳo³¹表示多数命令式。声母为浊擦音、浊鼻音、浊边音，声母变为清音再加前面所说的后缀；动词词根为开元音打头，除了加前述后缀外，另加phɯ³¹前缀。
  3. 祈求式：动词加前缀lɛ⁵⁵或lɑ³¹，句末加语气词lie³¹。
5. 方向：根据行为的朝向加不同后缀。
6. 名物化：加后缀使得动词或宾动词组作名词用。
  1. 表示“做××用的”：加dɛm⁵⁵。
  2. 表示“做××的地方”：加zɑ⁵⁵。
  3. 表示“做××的人”：加su⁵⁵。

#### 形容词
前加uɑ⁵⁵、tɕhi⁵⁵分别表示两种反义的状貌形容词；词根重叠来表达程度加深；可以名物化（后加o⁵⁵、前加ŋ³¹或ʔŋ³¹）。

#### 副词
修饰谓语。

#### 助词
大致分为领属、施动、受动、工具、时间、地点、从由、比较、随同、定指等类。

#### 叹词
表达应答、惊讶、叹息、提示等语气。
1. 提示说话人注意：ʔo⁵⁵和nɑ⁵³，放句首。
2. 表无可奈何：ħɛ³³，放句首;
3. 表惊愕、奇怪、受刺激等：ɕɑ⁵⁵、ɑ⁵⁵mi⁵⁵ 、ɑ⁵⁵tɕɯ³³等。
4. 表痛楚：ɑ³¹lɑ⁵⁵和ɑ⁵⁵iɯŋ⁵⁵，放句首。
5. 表轻蔑：phe⁵³，放句首。
6. 打招呼：ɑ⁵⁵ɣɯ⁵⁵
7. 表领悟：ɑ̃³¹
8. 表不满：ŋ³¹ŋŋ³⁵
9. 表称许、羡慕：ʔo⁵⁵ue³¹
10. 表慨叹：ẽ³¹
11. 表惋惜、同情：tse³¹tse³¹
12. 表否定：pfu̥³¹[8][9]

### 句法
阿侬语的句子主要为主宾谓结构，没有被动句。加了结构助词的句子，宾语可置于主语前。定语为名词、代词时，置于中心词前；定语为形容词、数词、指量词组时置于中心词后。状语一般加在谓语前，少数副词可置于谓语之后。
阿侬语单句的类别有：
1. 陈述句：用陈述后缀（如ɛ³³）或其他体后缀。
2. 疑问句：用疑问代词（如khɑ³¹ioʔ⁵⁵[谁]）、疑问语气词（ʠɑ⁵³）、是非问或选择疑问构成。
3. 命令句：动词使用命令式
4. 祈求句：动词祈求式
5. 惊叹句：使用表惊叹的叹词/语气词。
6. 拟测句：使用拟测语气词。（如tha³¹luʔ⁵⁵[大概]）

阿侬语复句用来表达完整概念，有并列和偏正两大类。

## 阿侬语的流变
阿侬语是一个急剧变化中的语言。词汇方面，外来词急速增长；语音方面，增加了一些复合元音和鼻化元音，复辅音逐渐消失，卷舌音正在消失，出现了紧喉元音、中平调，语音自由边读较普遍；语法上名词动词系统都发上了很大变化。

### 脚注
1. ↑  UNESCO Atlas of the World's Languages in danger, UNESCO
2. ↑  段玲. . 大理师专学报.
3. ↑  孙宏开，刘光坤，16－20页．
4. ↑  孙宏开. . 中国语文.
5. ↑  孙宏开，刘光坤，26－31页．
6. ↑  孙宏开，刘光坤，33页．
7. ↑  孙宏开，刘光坤，46－51页．
8. ↑  孙宏开，刘光坤，64－120页．
9. ↑  孙宏开. . 民族语文: 68－80页.
10. ↑  孙宏开，刘光坤，123－129页．
11. ↑  孙宏开，刘光坤，133－154页．

### 书目
- 孙宏开; 刘光坤. . 民族出版社. ISBN 7-105-06184-0 请检查|isbn=值 (帮助).